# Sophia Magdalena Krag-Juel Vind
Sophia Magdalena Krag-Juel Vind, född 1734, död 1810, var en dansk baronessa, godsägare och salongsvärd. Hon är känd för det inflytande hon utövade över samtida politik och var under 1780- och 90-talen ledare för  danske parti av adliga godsägare som låg i opposition med det då styrande tyske parti och dess landreformer.